# Statue der Heiligen Maria (Timișoara)

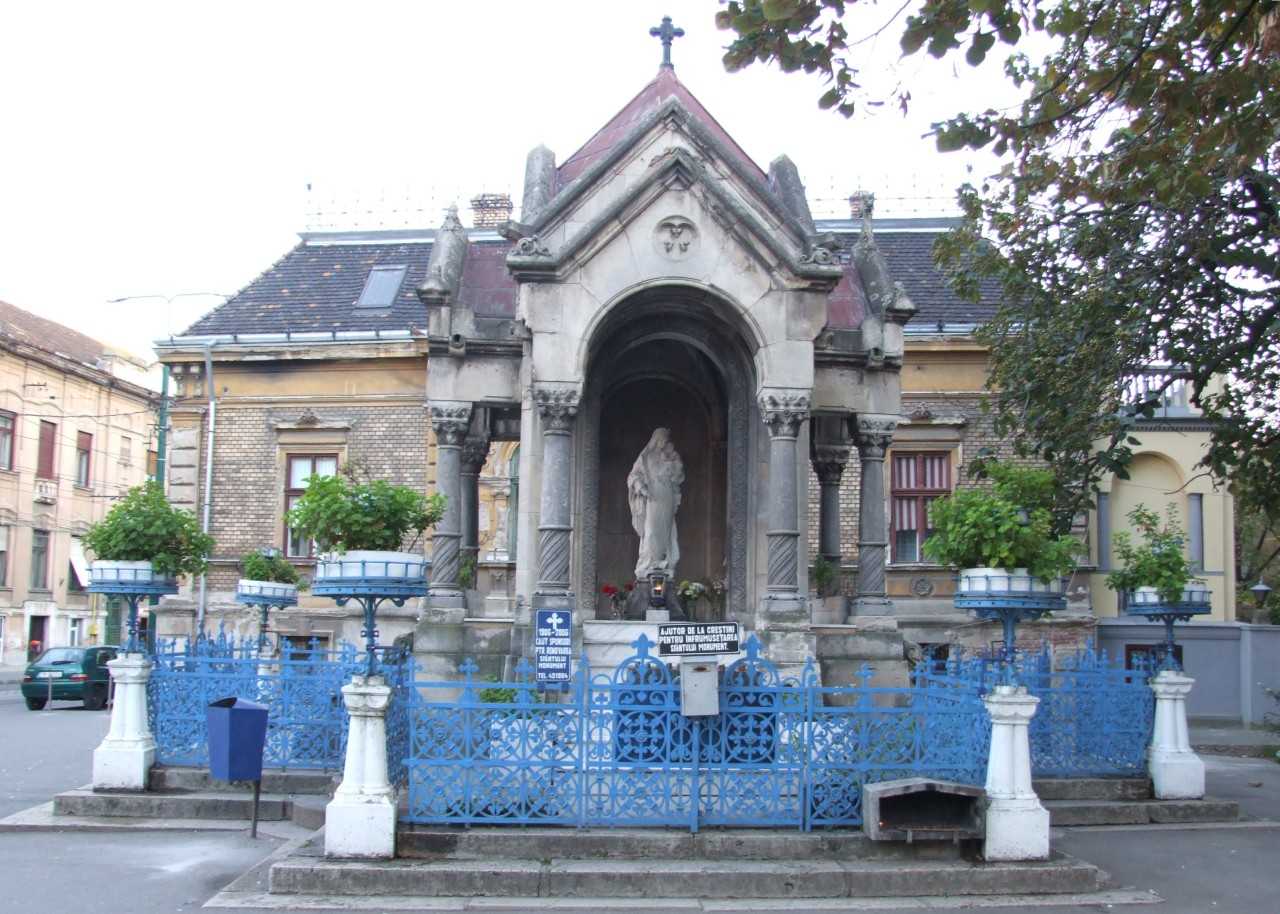
Die Statue der Heiligen Maria, 2007

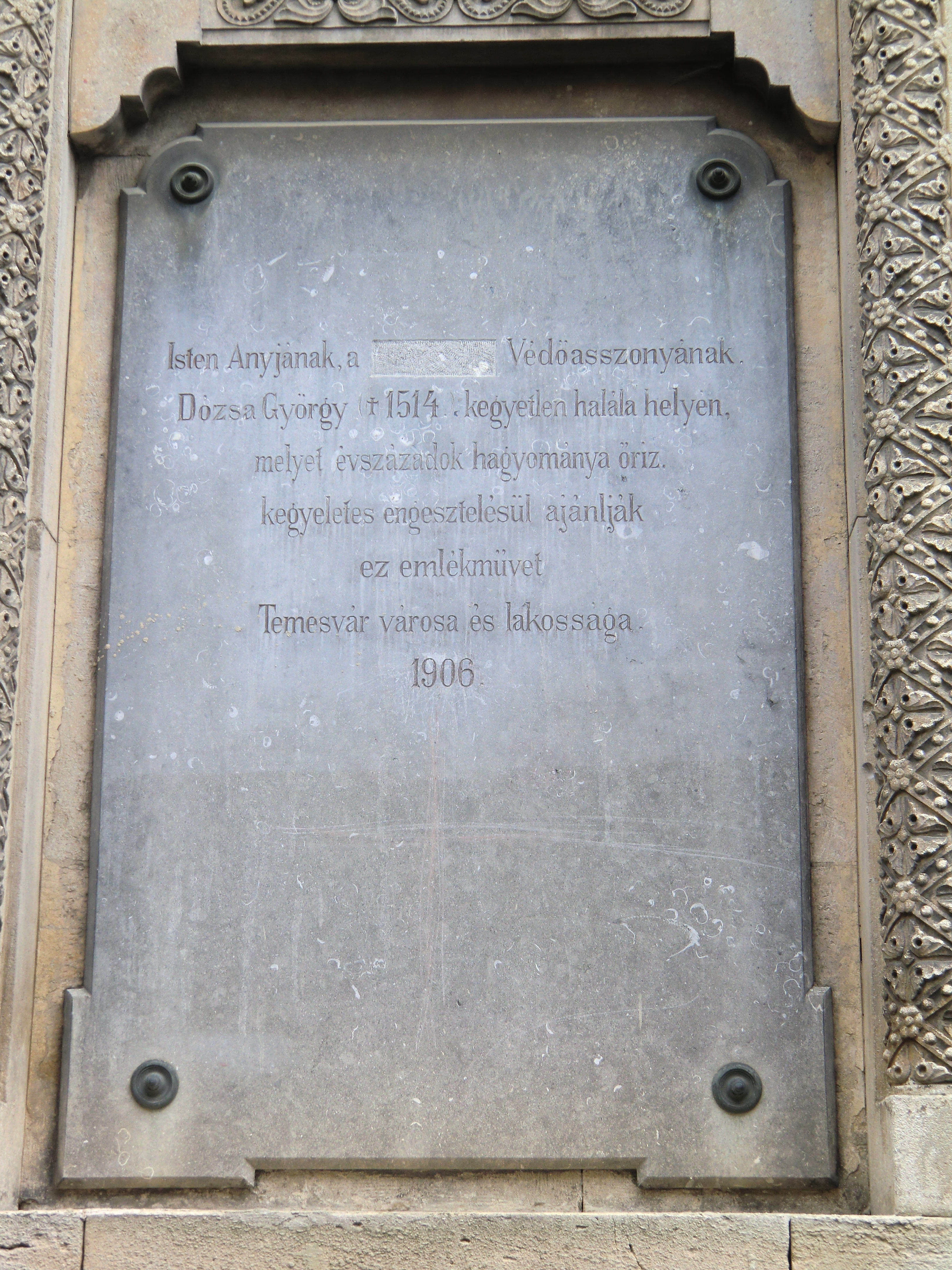
Inschrift an der Statue

Die Statue der Heiligen Maria (rumänisch Statuia Sfânta Maria) ist eine Statue der Jungfrau Maria in einer Kapelle in der westrumänischen Stadt Timișoara. Sie befindet sich auf der nach ihr benannten Piața Sfânta Maria, neben der  Reformierten Kirche.

## Geschichte
Das Denkmal steht an der Stelle, wo der Überlieferung nach György Dózsa (rumänisch Gheorghe Doja), der Anführer des Ungarischen Bauernaufstandes von 1514, hingerichtet wurde. Der Bauernkönig wurde auf einen rot glühenden Eisenstuhl platziert, und es wurde ihm eine Krone aufgesetzt und ein Zepter gereicht, beide ebenfalls rot glühend. Sein Körper wurde gevierteilt und in Ungarns Städten zur Schau gestellt. Während der Hinrichtung wurden der Legende nach Jesuitenmönche gezwungen, religiöse Lieder zu singen, während dessen über Dózsa das Gesicht der Jungfrau Maria erschienen sein soll.
Ursprünglich wurde an dieser Stelle im Andenken an diese Erscheinung ein Marienbildnis auf einem Pfahl montiert, das 1837 mit einem größeren Heiligenbild aus Holz ersetzt wurde. 1865 wurde an dieser Stelle eine aus Bayern stammende steinerne Statue aufgestellt, welche im Jahr 1877 durch eine weitere, von den Armen Schulschwestern Notre Dame gespendete Statue ersetzt wurde. 1906 konzipierte der Architekt László Székely eine Kapelle im romanischen Stil mit sechs Säulen und einem Baldachin aus Granit. Die dort aufgestellte Statue wurde in Belgien mit aus den Apuanischen Alpen stammendem Carrara-Marmor gefertigt. Die Kosten hierfür betrugen 23.000 Kronen.
Nach neueren Erkenntnissen ist der Ort des Denkmals jedoch nicht die Hingerichtungsstelle Dojas, es ist eher wahrscheinlich, dass dieser in der Nähe des heutigen Hotel Continental im I. Bezirk Cetate seinen Tod fand.

## Beschreibung
Die vom Bildhauer Georg Kiss hergestellte Marienstatue mit dem Jesukind auf dem Arm ist 155 Zentimeter hoch, steht inmitten einer kapellenartigen Arkade, die teils aus Sandstein ausgeführt ist und von sechs Säulen aus schwarzem Marmor getragen wird. Sockel und Kapitelle der Säulen sind aus weißem Marmor hergestellt. Die Kapelle ist von einem stilvollen Eisengitter umgeben. Die Steinmetzarbeiten wurden von Kornel Tunner, die Bauarbeiten von Arthur Tunner durchgeführt.
Am 16. Dezember 1906 wurde die Einweihungsfeier des Mariendenkmals von Weihbischof Néméth József vollzogen. An der Zeremonie nahmen unter anderem Bürgermeister Karl Telbisz, Obernotar Josef Geml, der städtische Architekt László Székely und der Bildhauer Georg Kiss teil.
Die Rückseite der Kapelle ist mit einer Inschrift in ungarischer Sprache versehen, deren Übersetzung sinngemäß lautet: „Dort wo György Dózsa einen schrecklichen Tod erlitt, bieten die frommen Menschen der Stadt Timișoara der Schutzpatronin Heilige Maria im Jahre 1906 dieses Denkmal dar.“